# Rhinobatos productus
Rhinobatos productus är en rockeart som beskrevs av Ayres 1854. Rhinobatos productus ingår i släktet gitarrfiskar, och familjen Rhinobatidae. IUCN kategoriserar arten globalt som nära hotad. Inga underarter finns listade i Catalogue of Life.